# Carex verrucosa
Carex verrucosa är en halvgräsart som beskrevs av Henry Ernest Muhlenberg. Carex verrucosa ingår i släktet starrar, och familjen halvgräs. Inga underarter finns listade i Catalogue of Life.